# إليزابيث اندروز
إليزابيث اندروز (بالإنجليزية: Elizabeth B. Andrews) (و. 1911 – 2002 م) هي سياسية، ومُدرسة أمريكية، ولدت في جنيفا، ألاباما، كانت عضوةً في الحزب الديمقراطي، توفيت في برمنغهام، ألاباما، عن عمر يناهز 91 عاماً.

## مناصب
تولت منصب عضو مجلس النواب الأمريكي
.

## التعليم
تعلمت في جامعة مونتيفالو
.